# Richard Oehler
Richard Oehler (* 27. Februar 1878 in Heckholzhausen; † 13. November 1948 in Wiesbaden) war ein deutscher Bibliothekar und Friedrich-Nietzsche-Herausgeber.

## Verwandtschaft, Studium und Erster Weltkrieg
Richard Oehler und sein Bruder Max Oehler waren Cousins Nietzsches.
Richard Oehler studierte Klassische Philologie und promovierte 1903 an der Universität Halle-Wittenberg bei Hans Vaihinger mit einem Thema zu Nietzsche. Anschließend befasste er sich als Archivar und Publizist weiterhin mit Werk und Hinterlassenschaft seines berühmten Verwandten. Zugleich begann Oehler eine Karriere als Bibliothekar, bei Ausbruch des Ersten Weltkriegs hatte er die Position eines Hilfsbibliothekars an der Universitätsbibliothek Bonn inne.
Während des Krieges diente er dem Deutschen Kaiserreich als Offizier, zuletzt im Rang eines Majors. Mitte 1915 kehrte Oehler nicht mehr in den regulären Militärdienst zurück, sondern befasste sich fortan mit Fragen des belgischen Bibliothekswesens, unter anderem mit der Zukunft der Universitätsbibliothek Löwen, die im  August 1914 von deutschen Soldaten niedergebrannt worden war.

## Nietzsche-Forscher
Wie sein Bruder Max arbeitete Richard Oehler zeitweise für das von der gemeinsamen Cousine Elisabeth Förster-Nietzsche gegründete und geleitete Nietzsche-Archiv, erstmals 1903. Unter anderem publizierte er das „Nietzsche-Register“. Er hing der Philosophie vom Übermenschen und vom Willen zur Macht vorbehaltlos an. Ab 1934 war er Herausgeber einer Gesamtausgabe der Werke Friedrich Nietzsches.

## Staatskommissar und Bibliotheksdirektionen
Artikel 247 des Versailler Vertrags sah vor, dass Deutschland aktiv für den Wiederaufbau der Universitätsbibliothek Löwen zu sorgen habe. Oehler wurde auf Empfehlung von Fritz Milkau, mit dem er während des Krieges zusammengearbeitet hatte, zum Staatskommissar für die Wiederherstellung der Universitätsbibliothek Löwen bestellt. Sein Dienstsitz war das Deutsche Buchhändlerhaus in Leipzig. Als Staatskommissar war er der Vertreter Deutschlands gegenüber der Universität Löwen, der Regierung Belgiens und der Reparationskommission. Oehler nahm die belgischen Bücherforderungen entgegen, musste für ihre rasche Erfüllung sorgen und sicherstellen, dass den öffentlichen Bibliotheken in Deutschland kein irreparabler Schaden entstand. Er übte dieses Amt von April 1920 bis zum 1. April 1925 aus. Oehler gelang es, die Aufgabe in gedeihlicher Zusammenarbeit mit seinen belgischen Bibliothekarskollegen erfolgreich abzuwickeln.
In Anerkennung seines Wirkens als Staatskommissar wurde Oehler 1925 zum Direktor der Universitätsbibliothek Breslau ernannt. Von 1927 bis 1945 besetzte er schließlich den Posten des Direktors der Stadt- und Universitätsbibliothek Frankfurt am Main. An der dortigen Universität erhielt Oehler eine Honorarprofessur.

## Tätigkeiten im Nationalsozialismus
Oehler gilt als überzeugter Nationalsozialist. Er trat zum 1. Mai 1933 in die Nationalsozialistische Deutsche Arbeiterpartei ein (Mitgliedsnummer 2.393.316). Von den zusammen 34 Bibliotheksdirektoren an den 23 Universitätsbibliotheken im Deutschen Reich in den Grenzen von 1937 waren zwölf in der Partei, von denen sich nur eine Minderheit, zu der Oehler zählte, politisch exponierte. Oehler war zudem Mitglied weiterer NS-Organisationen wie dem Kampfbund für deutsche Kultur, der nationalsozialistischen Vereinigung deutscher Bibliothekare und der Nationalsozialistischen Volkswohlfahrt. Ferner war er förderndes Mitglied der SS sowie Kulturwart in der Frankfurter Altstadt. Auf Initiative Oehlers wurde der Leihverkehr bereits am 11. Mai 1933 stark eingeschränkt. Er sperrte den Zugang zu „marxistischer Literatur“ in den ihm unterstellten Bibliotheken. Im Oktober 1933 berichtete Oehler, auf diese Weise seien der Ausleihe 1732 Bücher entzogen worden. Oehler beteiligte sich auch an anderer Stelle an der Umsetzung der nationalsozialistischen Kulturpolitik: er überwachte die Liquidierung der Bibliothek des Frankfurter Instituts für Sozialforschung.
Als Nietzsche-Kenner propagierte er mit Hilfe seiner Schrift Friedrich Nietzsche und die deutsche Zukunft die vermeintliche Übereinstimmung der Philosophie Nietzsches mit der Weltanschauung des Nationalsozialismus. In Adolf Hitler sah er den Nachfolger und Vollender seines Verwandten: „Bei Nietzsche wie bei Hitler ist Kampf niemals nur Kampf, Zerstörung um ihrer selbst willen, sondern Platzschaffen für Besseres, Fruchtbareres, Größeres.“ In Militarismus, Antisemitismus, Führerprinzip und in der Rassentheorie der Nationalsozialisten erblickte er die Anwendung der Vorstellungen Friedrich Nietzsches. Hanns Wilhelm Eppelsheimer, sein Nachfolger im Amt des Frankfurter Bibliotheksdirektors, stellte dieser Schrift nach Ende des Zweiten Weltkrieges ein vernichtendes Urteil aus und sprach von einer Verfälschung Nietzsches durch Oehler.
Am 16. und 17. Mai 1940 vernichteten Truppen der Wehrmacht durch Luftangriffe und Artilleriebeschuss die Universitätsbibliothek Löwen erneut. Die deutsche Propaganda behauptete allerdings, abziehende britische Truppen hätten sie in Brand gesteckt. Oehler wurde in seiner Eigenschaft als Staatskommissar für die Wiederherstellung der Universitätsbibliothek Löwen reaktiviert. Er besichtigte im Juli 1940 die Ruine und ermittelte ihren Zustand. Die Ergebnisse seiner Untersuchungen und Empfehlungen fasste er in einem Bericht zusammen. Er empfahl, in einem künftigen Friedensvertrag, die Engländer für den Schaden aufkommen zu lassen. In seinem Bericht legte er Wert auf die Feststellung, dass bei der Auswahl des Buchbestands der wiederherzustellenden Bibliothek kontrolliert werden müsse. Dieser Bestand dürfe kein „Nest von deutschfeindlichem, jüdischem und freimaurerischem Schrifttum“ werden.
Ab August 1941 wirkte Oehler als ein Sachverständiger zur Sicherung und Verwertung von deutschem Kulturgut aus jüdischem Besitz für Zwecke des Reiches, beteiligte sich also an der Plünderung und willkürlichen Beschlagnahme von Buch- und Archivgut in Deutschland und in von der Wehrmacht besetzten Ländern. Organisatorisches Zentrum dieser Beraubung war der Einsatzstab Reichsleiter Rosenberg.

## Schriften (Auswahl)
- Nietzsches Verhältnis zur vorsokratischen Philosophie. Waisenhaus, Halle 1903 (Halle, Univ., phil. Diss., [1903])
- Friedrich Nietzsche und die Vorsokratiker. Dürrsche Buchhandlung, Leipzig 1904 (Digitalisat).
- Ernst Baumann: aus dem Seelenleben eines jungen Deutschen. Schwetsche, Berlin 1904.
- Hg.: Friedrich Nietzsche: Briefe. Insel, Leipzig 1911.
- Zwischen Tod und Leben: Gedichte. Ahn, Bonn 1913.
- Hg.: Friedrich Nietzsches Briefwechsel mit Franz Overbeck. Insel, Leipzig 1916.
- Führer durch die unter deutscher Verwaltung stehenden Bibliotheken in Brüssel. [Staatsdruckerei] [Brüssel] [1916] (Digitalisat).
- Am jungen Tag: Versuche u. Gedanken. Röhrscheid, Bonn 1920.
- Adam Friedrich Oeser, Goethes Lehrer, als Buchillustrator. In: Aloys Ruppel (Hrsg.): Gutenberg Festschrift zur Feier des 25jährigen Bestehens des Gutenbergmuseums in Mainz. Gutenberggesellschaft, Mainz 1925, S. 214–223.
- Nietzsche-Register: alphabetisch-systematische Übersicht zu Nietzsches Werken nach Begriffen, Kernsätzen und Namen. Naumann, Leipzig 1926 (Nietzsche’s Werke / Nietzsche, Friedrich; 20).
- Hg.: Friedrich Nietzsche: Freundesbriefe. Insel, Leipzig [1931] (Insel-Bücherei 421/1).
- Neueste Bibliotheksbauten in Nordamerika. In: Philobiblon, Jg. 4 (1931), Heft 6, S. 231–239.
- zusammen mit Maria Lanckorońska: Die Buchillustration des XVIII. Jahrhunderts in Deutschland, Österreich und der Schweiz, 3 Bände, Maximilian-Gesellschaft, Berlin 1932–1934.
- Hermann Traut †. In: Zentralblatt für Bibliothekswesen, Jg. 49, 1932, S. 84–85.
- Hg.: Friedrich Nietzsche: Nietzsche-Brevier. Insel, Leipzig 1933 (Insel-Bücherei 438/1).
- Friedrich Nietzsche und die deutsche Zukunft. Armanen, Leipzig 1935.
- Der Bau von Großbibliotheken der Zukunft. In: Die Baugilde. Mitteilungen des Bundes Deutscher Architekten, BDA, 1935, S. 755–764.
- Hg.: Fuehrer durch die kulturellen Einrichtungen der Stadt Frankfurt am Main. Diesterweg, Frankfurt a. M. [1936].
- Nietzsches Kulturkampf gegen den Weltbolschewismus. In: Nationale Hefte. Schweizer Monatsschrift, Jg. 3 (1936/37), H. 10, S. 506–514.
- Hg.: Friedrich Nietzsche: Auswahl aus seinen Werken. Bibliographisches Institut, Leipzig 1944.